# هيروكو كاساهارا
هيروكو كاساهارا (باليابانية: 笠原 弘子) مواليد 19 فبراير 1970 م، هي مؤدية أصوات يابانية.

## أعمال
- أخي العزيز
- يوغي GX
- فارس فامباير

## وصلات خارجية
- هيروكو كاساهارا على موقع IMDb (الإنجليزية)
- هيروكو كاساهارا على موقع ميوزك برينز (الإنجليزية)
- هيروكو كاساهارا على موقع ديسكوغز (الإنجليزية)
- هيروكو كاساهارا على موقع ديسكوغز (الإنجليزية)
- هيروكو كاساهارا على موقع قاعدة بيانات الفيلم (الإنجليزية)
- هيروكو كاساهارا على موقع ANN person (الإنجليزية)